# هاري غلانتز
هاري غلانتز (بالإنجليزية: Harry Glantz)‏ هو بواق أمريكي، ولد في 1896، وتوفي في 18 ديسمبر 1982.